# Michael Kohlhase
Michael Kohlhase (Erlangen, 13 settembre 1964) è un informatico e matematico tedesco, attualmente professore alla Scuola di Ingegneria e Scienza della Jacobs University di Brema, Germania; qui dirige il gruppo di ricerca KWARC (Knowledge Adaptation and Reasoning for Content).

## Impegni accademici
Michael Kohlhase è titolare di un insegnamento anche alla Carnegie Mellon University ed (2006-2008) vice direttore del Department of Safe and Secure Cognitive Systems del Centro di ricerca tedesco sull'intelligenza artificiale (DFKI) a Brema.
È presidente della OpenMath Society ed è uno dei trustee dell'Interest Group per la Mathematical Knowledge Management (MKM). È stato uno dei trustee della Conference on Automated Deduction e dell'Interest Group CALCULEMUS. È stato Conference Chair del 21-esimo CADE-21 e Program Chair delle conferenze German Annual Conference on Artificial Intelligence del 2006 (KI-2006), Mathematical Knowledge Management del 2005 (MKM-2005), e di CALCULEMUS-2000; inoltre ha fatto parte dei comitati di programma di alcune decine di conferenze internazionali. È autore, o ha collaborato alla stesura di quattro libri e più di 100 pubblicazioni.

## Opere
V. qui per una bibliografia più completa
- Michael Kohlhase OMDoc: Open Mathematical Documents [Version 1.2], Springer Verlag, LNAI 4180, 2006.
- Christian Freksa, Michael Kohlhase, Kerstin Schill (eds.): The 29th Annual German Conference on Artificial Intelligence, KI 2006, LNAI 4314, Springer Verlag, 2006.
- Michael Kohlhase (ed.): Mathematical Knowledge Management, 4th International Conference, MKM 2005, Lecture Notes in Artificial Intelligence 3863, Springer Verlag, 2005.
- Manfred Kerber, Michael Kohlhase: Symbolic Computation and Automated Reasoning, Proceedings of the CALCULEMUS-2000 Symposium, AKPeters, Boston 2001.